# Rhopalia mirandai
Rhopalia mirandai är en tvåvingeart som beskrevs av Andretta och Carrera 1951. Rhopalia mirandai ingår i släktet Rhopalia och familjen Mydidae. Inga underarter finns listade i Catalogue of Life.